# 邢抱朴
邢抱朴為应州人，辽代官员，
父亲是刑部郎中邢简，母陈氏。保宁初年，任政事舍人，知制诰，累迁翰林学士，加礼部侍郎。统和四年（986年），镇抚山西州县，加户部尚书。迁翰林学士承旨，奉旨编修《实录》。统和十年（992年），拜参知政事。十二年（994年），母亲陈氏逝世，丁母忧去官，诏起视事。任南院枢密使。去世后，追赠侍中。

## 延伸阅读
[在维基数据编辑]
 《遼史/卷80》，出自脱脱《遼史》